# Regenerativní zemědělství

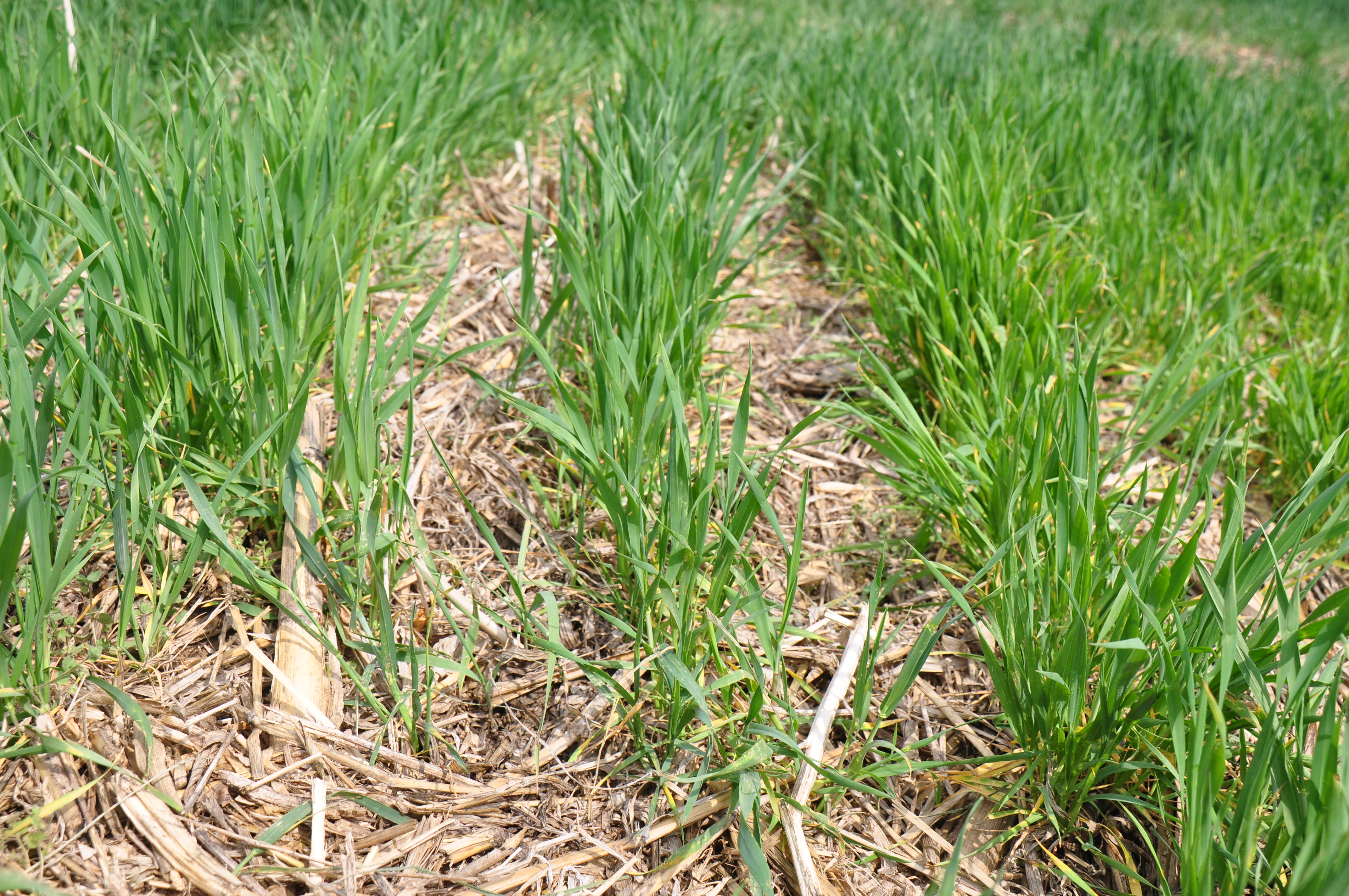
Stálý pokryv půdy je pro regenerativní zemědělství zásadní. Porost pšenice zasetý do posklizňových zbytků kukuřice.

Regenerativní zemědělství je způsob obhospodařování půdy, jehož základním principem je návrat k přírodě a jejím přirozeným ekologickým a biologickým procesům a vztahům. Je to metoda vnímající rostliny a půdní organismy jako společný metabolický systém. Díky tomuto systému půda lépe zadržuje vodu, váže živiny, zvyšuje se zpracovatelnost půdy a v neposlední řadě se efektivněji potlačuje růst plevelů a chorob. Tato celostní metoda vychází z přístupu minimálního zpracování půdy a maximální podpory mikrobiálního života v ní.
Využívá sílu fotosyntézy v rostlinách k ukládání uhlíku zpět do půdy, přispívá k tvorbě půdní organické hmoty, posiluje zdraví a vitalitu půdy, její biologickou rozmanitost, schopnost zadržovat vodu, napomáhá k odolnosti půdy vůči klimatickým změnám a také ke zvyšování kvality pěstovaných plodin bohatých na živiny. Regenerativní zemědělství je postaveno na samoobnovujících a samoregulačních schopnostech půdy vytvářet zdravý a odolný ekosystém a na snaze zabránit degradaci půdy jejím mechanickým zpracováním, používáním chemických látek, průmyslových hnojiv a jiných nešetrných postupů.

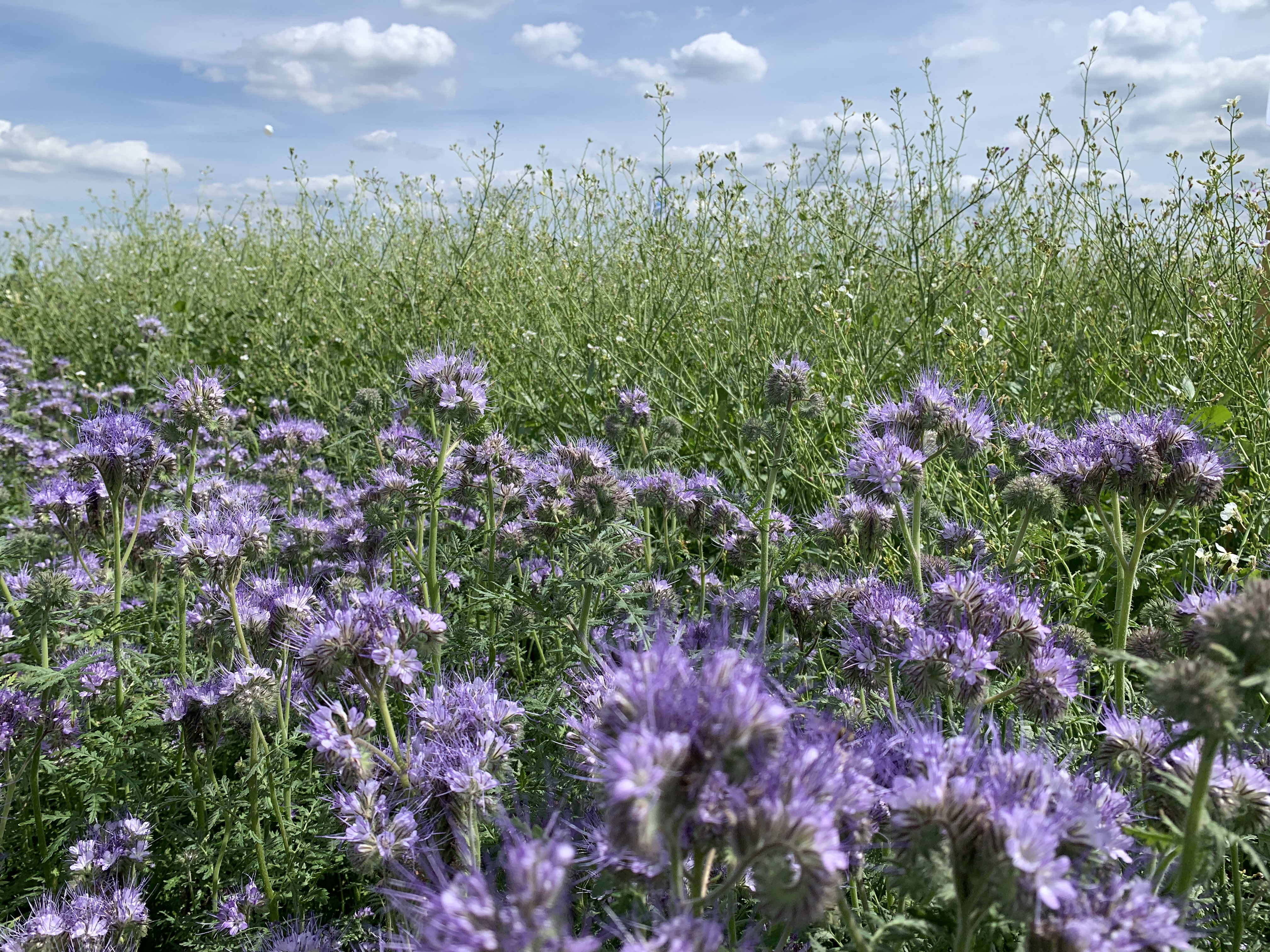
Meziplodiny zlepšují půdní podmínky

Zastánci regenerativního zemědělství obvykle využívají kombinace různých technik udržitelného zemědělství, principy se uplatňují v ekologickém zemědělství i v konvenčním způsobu hospodaření a jdou ruku v ruce s nejnovějšími poznatky precizního zemědělství. Regenerativní zemědělství na malých farmách a zahradách často vychází z filozofií, jako jsou permakultura, agroekologie, agrolesnictví, ekologie obnovy, klíčový design a holistické řízení. Na orné půdě je regenerativní zemědělství charakterizováno přímým setím („no-till“ a/nebo „reduced-till“) a nahrazením mechanického zpracování půdy biologickou cestou, tedy co největším využíváním a začleněním meziplodin do osevního postupu. Takto obhospodařovaná půda má přirozeně se vyvíjející půdní ekosystém s vyšší tvorbou humusu, jenž na sebe váže více vody, která se následně udržuje v krajině. Do půdy se vrací život a živiny prospěšné pro růst rostlin provádějících fotosyntézu. Pomocí fotosyntetizujících rostlin je zachycován atmosférický oxid uhličitý a následně přesouván zpět do půdy prostřednictvím kořenů. Nevyužitý uhlík rostliny propouští do půdy, kde vyživuje půdní mikroorganismy tolik potřebné pro tvorbu organické hmoty. Naopak u mechanicky zpracované půdy dochází k narušení její struktury, a především ke snížení organického uhlíku v ní o 30 – 40 %.
Za nejlepší způsob regenerativního hospodaření se považuje kombinace rostlinné a živočišné výroby na stejném pozemku. Celý tento proces významně přispívá ke snižování podílu CO2 v atmosféře, a tím ke zmírnění nežádoucích klimatických změn a oteplování planety.
Většina plánů na zmírnění změny klimatu se zaměřuje na snížení emisí skleníkových plynů. Regenerativní zemědělství, tj. zachycování atmosférického oxidu uhličitého pěstováním rostlin, které tento oxid uhličitý přesouvají do půdy, je v současnosti téměř jedinou funkční technologií, která je k dispozici pro odčerpávání skleníkových plynů, které se již v atmosféře nacházejí, a to především prostřednictvím pěstování a péče o lesy a trvalé travní porosty a pastviny.

## Historie
Postupy regenerativního zemědělství existují již po staletí, ale samotný termín se objevil teprve před několika desetiletími. Poprvé byl termín „regenerativní zemědělství“ použit na počátku 80. let 20. století institutem Rodale v USA. Vydavatelství Rodale založilo Asociaci regenerativního zemědělství, která začala v letech 1987 a 1988 vydávat knihy o regenerativním zemědělství. S rozšiřováním používání tohoto termínu byla k tomuto tématu vydána již řada knih a několik organizací začalo propagovat techniky regenerativního zemědělství.

### Regenerativní zemědělství ve světě
Allan Savory přednesl v roce 2013 přednášku na konferenci TED o boji proti klimatickým změnám. Založil také The Savory Institute, který vzdělává farmáře v metodách holistického obhospodařování půdy.
Nezisková organizace Kiss the Ground, založená v roce 2013, byla jednou z prvních, která tento termín představila širšímu publiku. Dnes skupina provozuje řadu mediálních, zemědělských, vzdělávacích a politických programů s cílem zvýšit povědomí o zdraví půdy a podpořit zemědělce, kteří usilují o přechod od konvenčních k regenerativním postupům obhospodařování půdy. Film Kiss the Ground, jehož vypravěčem je herec Woody Harrelson, vyšel na Netflixu v roce 2020. Soil Health Academy a Farmers Footprint patří mezi další vzdělávací platformy se sídlem ve Spojených státech.
V roce 2021 společnost PepsiCo oznámila, že do roku 2030 bude spolupracovat se zemědělci ve svém dodavatelském řetězci na zavedení postupů regenerativního zemědělství na přibližně 7 milionech hektarů půdy. Společnost Unilever v roce 2021 oznámila rozsáhlý plán na zavedení regenerativního zemědělství do celého svého dodavatelského řetězce. Společnost VF Corporation, mateřská společnost značek The North Face, Timberland a Vans, v roce 2021 oznámila partnerství se společností Terra Genesis International s cílem vytvořit dodavatelský řetězec pro svou pryž, která pochází ze zdrojů využívajících regenerativní zemědělství. Společnost Nestlé v roce 2021 oznámila investici ve výši 1,8 miliardy dolarů do regenerativního zemědělství ve snaze snížit své emise o 95 %.
Do popředí se dostávají také drobní zemědělci, kteří přejímají zásady regenerativního zemědělství. Postupně získávají potřebné informace o tom, jak ozdravit půdu prostřednictvím úspěšných regenerativních postupů, které se zaměřují na spojení pozitivních environmentálních a finančních výsledků.

### Regenerativní zemědělství v České republice
Do roku 2022 bylo v ČR regenerativní zemědělství mírně podporováno dotačními platbami na zemědělské postupy příznivé pro klima a životní prostředí, tzv. greeningem. Tyto platby byly poskytovány hospodářům, kteří na bázi dobrovolnosti pěstovali více plodin (diverzifikace plodin), zachovávali trvalé travní porosty a minimálně 5 % výměry orné půdy vyčlenili pro plochy využívané v ekologickém zájmu (EFA). Na těchto pozemcích mohl být založen úhor s porostem, medonosný úhor, ochranný pás, rychle rostoucí dřeviny nebo například až po sklizni hlavní plodiny směsi meziplodin (jejich výměra se však přepočítávala koeficientem 0,3). Dalšími postupy pro zachování dobrého zemědělského a environmentálního stavu půdy bylo například povinné plnění požadavku DZES 6 b, v němž byla stanovena povinnost každoročního dodání organické hmoty nejméně na 20 % výměry orné půdy. Došlo k omezení plochy jedné plodiny na 30 hektarů a musela být dodržována protierozní opatření shrnutá v požadavcích DZES 5.
Nová společná zemědělská politika od roku 2023 přinesla povinnost vyčlenit 4 % orné půdy jako neprodukční. Do této výměry se započítávají pouze krajinné prvky, ochranné pásy a plochy s nektarodárným úhorem nebo s dvouletým zeleným úhorem, oseté směsmi ze seznamu ministerstvem stanovených plodin.
V podmínkách DZES přibyly nové povinnosti spočívající v zajištění pokryvnosti na 80 % veškeré orné půdy, v diverzifikaci a v rotaci plodin. V protierozní ochraně půdy byla vedle závazných půdoochranných technologií snížena plocha jedné plodiny na silně erozně ohrožených půdách na 10 hektarů.
Dále je podporováno šetrné hospodaření s půdou i u konvenčně hospodařících zemědělců v rámci nových celofaremních a prémiových ekoplateb. Jedním z mnoha nových dotačních požadavků je vyčlenění ochranných zatravněných pásů okolo vodních toků, zákaz rozorání trvalých travních porostů, zákaz přeměny dočasných travních porostů před 31. říjnem. Dochází k zpřísnění aplikací herbicidů např. v sadech a k zvýšení procenta neprodukčních ploch o další 1 %. Pro zemědělce žádající o tuto dotaci vznikla povinnost dodání organické složky do půdy na výměře minimálně 35 % veškeré orné půdy v každém hospodářském roce. Pro přepočet jednotlivých postupů hospodaření s organickou hmotou jsou stanoveny různé koeficienty, například meziplodiny před ozimou plodinou mají koeficient 0,2; sláma 0,5; hnůj 1,0. Započítáno je i zapravení posledního obrostu víceletých pícnin nebo strip-till či přímé setí.
Mezi další agroenvironmentální intervence patří podpora zatravňování orné půdy, podpora druhově bohatého pokrytí orné půdy, pěstování krmných, nektarodárných a kombinovaných biopásů, meziplodin proti utužení půdy a meziplodin pro zlepšení struktury půdy, ale též zakládání krajinotvorných sadů.
V roce 2021 vyšla studie k tomuto principu od Nadace Partnerství za podpory potravinářské firmy Nestlé, která se celosvětově zavázala k podpoře produkce z regenerativního zemědělství.  
První publikaci v českém jazyce od německého autora Dietmara Nassera s titulem Regenerativní zemědělství vydalo nakladatelství ProfiPress v roce 2022.
Pojem uhlíkové zemědělství (carbon farming) zavádí a vysvětluje Ministerstvo zemědělství na svých webových stránkách. V roce 2022 také vyhlásilo veřejnou soutěž na výzkum, vývoj a inovace, pro klíčovou oblast Udržitelné hospodaření s přírodními zdroji a také bylo stanoveno téma Uhlíkové zemědělství: vázání, dlouhodobé ukládání a vykazování uhlíku v zemědělské půdě.
Podporou regenerativního zemědělství se zabývají také další subjekty. Start-up Carboneg.eu zorganizoval první odbornou konferenci na téma regenerativního zemědělství v březnu 2022 ve spolupráci s Výzkumným ústavem rostlinné výroby a Výzkumným ústavem zemědělské techniky (nyní oba ústavy sloučeny do Národního centra zemědělského a potravinářského výzkumu.

## Principy regenerativního zemědělství
Existuje řada jednotlivců, skupin a organizací, které se pokusily definovat klíčové principy regenerativního zemědělství. Obecně lze uvést, že zásadní je kombinace několika principů této metody, mezi které se řadí:
- minimální narušování půdy – mechanické i chemické,
- nepřetržité pokrytí povrchu půdy,
- zvýšení druhové rozmanitosti,
- živé kořeny v půdě během celého roku,
- využívání hospodářských zvířat a další.

## Dopady na životní prostředí
Sekvestrace uhlíku
Konvenční zemědělské praktiky, jako je orba a zpracování půdy, uvolňují oxid uhličitý (CO₂) z půdy tím, že organickou hmotu vystavují na povrch, což podporuje její oxidaci. Odhaduje se, že přibližně třetina celkových antropogenních emisí CO₂ od průmyslové revoluce pochází z degradace organické hmoty v půdě a že od zavedení zemědělství založeného na orbě bylo ztraceno 30–75 % globální organické půdy. Emise skleníkových plynů (GHG) spojené s konvenčními způsoby hospodaření představují 13,7 % antropogenních emisí, tedy 1,86 petagramu uhlíku ročně. Chov přežvýkavců přispívá k emisím GHG dalšími 11,6 %, tedy 1,58 Pg-C ročně. Odtoky a zanášení vodních toků způsobené běžnými zemědělskými praktikami navíc podporují eutrofizaci a emise metanu.
Regenerativní zemědělství, jako je bezorebné hospodaření, rotační pastva, smíšené střídání plodin, pěstování krycích plodin a aplikace kompostu a hnoje, má potenciál tento trend zvrátit. Bezorebné hospodaření vrací uhlík zpět do půdy, protože zbytky plodin jsou při setí vtlačeny do půdy. Některé studie naznačují, že přijetí bezorebných praktik by mohlo ztrojnásobit obsah uhlíku v půdě během méně než 15 let. Přibližně 1 Pg-C ročně, což představuje čtvrtinu až třetinu antropogenních emisí CO₂, může být sekvestrováno přechodem orné půdy na bezorebné systémy v globálním měřítku.
Existují smíšené důkazy o schopnosti regenerativní pastvy sekvestrovat uhlík. Meta-analýza studií z let 1972 až 2016 zjistila, že „holisticky plánovaná pastva“ neměla výrazně lepší efekt než kontinuální pastva, přesto mohla být prospěšná v oblastech s vyššími srážkami. Jiné studie však zjistily pozitivní dopady oproti běžné pastvě. Například adaptivní vícevýběhové (AMP) pastvy vedly k nižší degradaci půdy a potenciálně i k menším emisím uhlíku. Také střídání plodin a trvalý vegetační pokryv snižují erozi a přispívají k sekvestraci uhlíku.
Méně se ví o rozdílu mezi regenerativní pastvou a úplným vyloučením hospodářských zvířat z pastvin. Některé studie ukazují, že odstranění zvířat vede k významnému obnovení vegetace a zadržování uhlíku. Studie z roku 2021 uvedla, že přirozené travní porosty s minimální pastvou tvoří 80 % kumulativního uhlíkového úložiště travnatých oblastí světa, zatímco intenzivně využívané pastviny byly čistým zdrojem emisí. Studie z roku 2011 zjistila, že vícevýběhová pastva sekvestruje více uhlíku než intenzivní pastva, ale méně než úplné vyloučení pastvy. Jiná práce odhaduje, že přeměna pastvin na divoké travní oblasti a savany by mohla uchovat 15,2 až 59,9 Gt uhlíku navíc.
Celkový potenciál regenerativní pastvy pro sekvestraci uhlíku je sporný. Jedna studie uvádí, že přechod na AMP pastvu v kombinaci s konzervačním zemědělstvím by mohl přeměnit severoamerické farmy na uhlíkový sink, zachycující až 1,2 Pg-C ročně, což za 25–50 let představuje 30–60 Pg-C. Použití kompostu a organického hnoje dále zvyšuje obsah organické hmoty v půdě. Na druhou stranu studie Food and Climate Research Network z roku 2017 odhaduje globální potenciál sekvestrace uhlíku z pastvy na 0,3–0,8 GT CO₂ ročně, což by kompenzovalo maximálně 4–11 % současných emisí z chovu zvířat. Intenzifikace pastvy by navíc vedla k nárůstu emisí metanu, oxidu dusného a změn v užívání půdy. Projekt Drawdown odhaduje, že zlepšené pastvy mohou mezi lety 2020–2050 sekvestrovat 13,72–20,92 Gt CO₂, což je 0,46–0,70 GT ročně. Studie z roku 2022 uvádí podobné hodnoty 0,15–0,70 Gt CO₂ ročně.
Výzkum Rodale institutu naznačuje, že celosvětový přechod na regenerativní zemědělství by mohl absorbovat více než 100 % současných emisí CO₂ způsobených člověkem.
Koloběh živin
Organická hmota v půdě je hlavním zásobníkem živin nezbytných pro růst rostlin, jako jsou dusík, fosfor, zinek, síra a molybden. Konvenční orba podporuje erozi a degradaci organické hmoty, čímž půda přichází o živiny a klesá její produktivita. Spolu s aplikací syntetických hnojiv ničí mikrobiální společenství, která jsou důležitá pro tvorbu organických živin. Použití organických hnojiv naproti tomu zvyšuje množství organické hmoty v půdě. Regenerativní chov přežvýkavců ve smíšených systémech s pěstováním plodin zlepšuje koloběh živin tím, že podporuje rozklad zbytků plodin a růst rostlin fixujících dusík. Střídání plodin zajišťuje trvalý vegetační pokryv a podporuje úrodnost, zvláště pokud jsou zařazeny plodiny fixující dusík. Rotační pastva a střídání plodin umožňují regeneraci půdy mezi cykly růstu a pastvy, což podporuje koloběh živin.
Mikrobiom půdy a jeho úloha v koloběhu živin
Mikrobiom půdy, tvořený bakteriemi, houbami a dalšími mikroorganismy, hraje klíčovou roli v rozkladu organické hmoty a uvolňování živin pro rostliny. Je zásadní pro mineralizační procesy, při nichž se složité organické sloučeniny mění na jednodušší formy, které rostliny mohou přijímat. V rámci dusíkového cyklu přeměňují dusíkové bakterie organický dusík na amonium (NH₄⁺), který je dále přeměňován na dusičnan (NO₃⁻). Dusičnan je pro rostliny obvykle preferovanější kvůli své pohyblivosti a nižší toxicitě. Přesto je i amonium důležité, ale při nadbytku může být toxické. Mikroorganismy rovněž pomáhají uvolňovat fosfor z organické hmoty. Diverzita mikrobiální komunity navíc chrání před chorobami a snižuje potřebu syntetických hnojiv.
Vliv zemědělských praktik na koloběh živin: Konvenční vs. regenerativní přístup
Konvenční zemědělství narušuje koloběh živin například orbou, která rozbíjí strukturu půdy, snižuje obsah organické hmoty a celkově zhoršuje zdraví půdy. Výsledkem jsou nižší výnosy, větší závislost na syntetických hnojivech a problémy jako odtok živin a znečištění vod. Přemíra umělých hnojiv podporuje růst jen některých mikroorganismů, čímž snižuje mikrobiální rozmanitost a zhoršuje rozklad organické hmoty.
Regenerativní zemědělství podporuje zdraví půdy a koloběh živin. Praktiky zahrnují omezení orby, používání organických hnojiv, integraci pastvy zvířat, střídání plodin s luskovinami, které fixují dusík prostřednictvím symbiózy s bakteriemi v kořenových hlízkách. Začlenění zvířat zlepšuje koloběh živin, protože hnůj obohacuje půdu a podporuje mikrobiální diverzitu. Krycí plodiny navíc pomáhají chránit půdu před erozí.
Biodiverzita
Konvenční zemědělství často zjednodušuje agrosystémy a ekosystémy zaváděním monokultur a používáním chemických hnojiv, která ničí mikrobiální diverzitu. V přírodních ekosystémech reguluje fungování biodiverzita, ale pod konvenčním hospodařením je třeba vše kompenzovat lidskými zásahy.
Naopak regenerativní zemědělství podporuje biodiverzitu pomocí polykultur, střídání plodin, krycích plodin, organického hospodaření a minimálního zpracování půdy. Tyto přístupy zvyšují druhovou rozmanitost a snižují výskyt škůdců. Organická hnojiva napomáhají obnově mikrobiálního života v půdě.
Výzkum v Evropě ukázal, že na ekologických farmách byla druhová bohatost vyšší než na konvenčních, zejména u druhů, které byly běžným zemědělstvím negativně ovlivněny. AMP pastva zvyšuje množství organického uhlíku a podporuje rozmanitost půdních mikroorganismů. V Severní Americe vedla implementace AMP k vyšší produktivitě pastvy a obnovení původních rostlinných druhů. V suchých oblastech se díky regenerativní pastvě zvýšila biodiverzita rostlin i opylovačů. Diverzifikace plodin také pomáhá zemědělcům čelit nízké úrodnosti. Vyšší rostlinná diverzita zlepšuje obsah živin v půdě, jako jsou dusík, draslík, vápník, hořčík a uhlík, stejně jako pH půdy.

## Hlavní přínosy
Vlivem moderního zemědělství se půda postupně vyčerpává, množství produkce se snižuje a znečišťují se zdroje. Vody a půdy jsou těmi, na které má konvenční zemědělství zásadní vliv. Ztráta úrodnosti půdy, především pak kvůli poklesu přítomnosti mikrobiologických, minerálních a organických látek, ovlivňuje zemědělský výnos. Regenerativní zemědělství naopak vrací půdě její sílu a přirozenou schopnost regenerace. Jeho snahou je opět navázat vztah mezi zemědělci a farmáři, aby jejich ekonomické činnosti směřovaly k nalezení rovnováhy mezi moderními technologiemi a přírodou, a to udržitelným způsobem a na světové úrovni. Tato rovnováha by měla přispět k tomu, aby nedošlo k vyčerpání přírodních zdrojů a k rychlejší regeneraci půdy.
Zlepšující se půdní struktura jde ruku v ruce se snižujícími se finančními náklady zemědělců. Regenerativní přístup obhospodařování půdy se tak pro ně stává ekonomicky výhodným. Přispívá k produkci většího množství plodin a k vyšším ekonomickým výnosům.
Regenerativní zemědělství nabízí širokou škálu environmentálních a společenských přínosů. Přechod na tento systém může výrazně přispět ke snížení emise skleníkových plynů ze zemědělství, a tím ke změně klimatu. Zvýšením organické hmoty by regenerační metody zvýšily vlhkost a pomohly chránit před suchem.